# Gerd Bonk
Gerd Bonk (ur. 26 sierpnia 1951 w Limbach, zm. 20 października 2014 w Greiz) – niemiecki sztangista.

## Lata młodości
W wieku 12 lat rozpoczął treningi lekkoatletyczne. Początkowo zajmował się biegami i skokiem w dal, później został kulomiotem. W tej konkurencji był młodzieżowym rekordzistą NRD oraz wygrał spartakiadę w 1965 roku. W 1966 zaczął uprawiać podnoszenie ciężarów w SC Karl-Marx-Stadt. W 1968 w nowej dyscyplinie ponownie wygrał spartakiadę.

## Kariera
W 1972 został brązowym medalistą igrzysk olimpijskich w wadze superciężkiej, zdobywając jednocześnie brąz mistrzostw świata. W tym samym roku zdobył również brąz mistrzostw Europy w tej samej wadze. W 1974 wywalczył srebrny medal mistrzostw Europy. W 1975 został wicemistrzem świata i Europy. W 1976 zdobył srebro olimpijskie, zostając tym samym wicemistrzem świata. W tym samym roku został też mistrzem Europy. W 1978 wywalczył brązowe medale mistrzostw świata i mistrzostw Europy. W 1979 został mistrzem Europy i brązowym medalistą mistrzostw świata. W 1980 zdobył brąz mistrzostw Europy.
Mistrz NRD z lat 1971, 1973-1977 i 1979 oraz wicemistrz z 1972.

## Dalsze losy
Pracował jako mechanik samochodowy. Był jedną z ofiar dopingu wśród enerdowskich sportowców. Od 1989 wskutek poważnych uszkodzeń narządów poruszał się na wózku inwalidzkim. Zmarł 20 października 2014 w Greiz, pozostawiając żonę i syna. Od 29 września 2014 znajdował się w śpiączce.